# Brunhoso
Brunhoso ist eine Ortschaft und Gemeinde in der Region Trás-os-Montes im Nordosten Portugals.

## Geschichte
Der heutige Ort entstand im Verlauf der mittelalterlichen Reconquista und gehörte dem Templerorden. Im 15. Jahrhundert wurde die Gemeindekirche Igreja de Nossa Senhora da Assunção errichtet.
Im 18. Jahrhundert wurde Brunhoso direkt der Krone unterstellt.

## Verwaltung
Brunhoso ist Sitz einer gleichnamigen Gemeinde (Freguesia) im Kreis (Concelho) von Mogadouro im Distrikt Bragança. In ihr leben 212 Einwohner auf einer Fläche von 21 km² (Stand 19. April 2021).
In der Gemeinde liegt nur die namensgebende Ortschaft.